# Xenopipo unicolor
Xenopipo unicolor là một loài chim trong họ Pipridae.